# 金玟錫
金玟錫（韓語：김민석，1990年1月24日—），或译金珉錫、金敏碩，韓國男演員。2011年參加過Mnet 《Super Star K3》。粉絲名稱是蒲公英（민들레）。

## 演藝經歷
- 2011年，參加Mnet 《Super Star K3（朝鲜语：슈퍼스타 K）》之前在飯店擔任日式料理師五年[3]。
- 2012年，首次出演戲劇《閉嘴！花美男樂團》[4]。
- 2014年11月，與Woollim Entertainment簽約。
- 2016年3月，首次出演電影《美玉（前名：珍貴的女人）》[5]；並於2017年11月19日上映。
- 2016年12月，於SBS演藝大賞以人氣歌謠獲得最佳綜藝人獎；於SBS演技大賞以《Doctors》獲得新星獎。
- 2017年3月，擔任INFINITE粉絲見面會《2017 INFINITE ［ 無限大集會 III ］》主持人[6]。
- 2017年4月27日，宣佈舉行首次亞洲巡迴粉絲見面會《KIM MIN SEOK 1st ASIA FAN MEETING TOUR 2017 ~ 初次見面 你好嗎 ~》，6月25日為臺北站；7月7日為東京站。
- 2017年，於第12屆Soompi Awards獲得Rising Star獎；於第53屆百想藝術大賞以《Doctors》獲得電視劇部門男子新人演技賞。
- 2018年10月29日，第1屆The Seoul Awards以《被告人》獲得電視劇部門男優新人獎。
- 2018年12月10日，於忠清南道論山市論山陸軍訓練所受訓，作為陸軍現役入伍；新訓結束後部隊分配為陸軍科學化戰鬥訓練團。
- 2019年10月22日-12月1日，參演陸軍音樂劇《回歸：那日的約定》（飾演：珍久）。

## 影視作品

### 電視劇
| 年份   | 電視台       | 劇名                      | 角色         | 性質     |
| 2012年 | tvN          | 《閉嘴！花美男樂團》      | 徐慶鍾       | 配角     |
| 2014年 | NAVER tvcast | 《後遺症》                | 周仁浩       | 配角     |
| 2014年 | NAVER tvcast | 《後遺症》第二季          | 周仁浩       | 配角     |
| 2014年 | KBS          | 《Hi! School - Love On》  | 朴秉旭       | 配角     |
| 2015年 | KBS          | 《Who Are You－學校2015》 | 玟錫         | 配角     |
| 2015年 | MBC every1   | 《想像貓》                | 陸海空       | 配角     |
| 2016年 | KBS          | 《太陽的後裔》            | 金基範       | 配角     |
| 2016年 | SBS          | 《Doctors》               | 崔江秀       | 配角     |
| 2017年 | SBS          | 《被告人》                | 李晟奎       | 配角     |
| 2017年 | JTBC         | 《青春時代2》             | 徐長勛       |          |
| 2017年 | tvN          | 《今生是第一次》          | 沈元錫       |          |
| 2018年 | JTBC         | 《愛上變身情人》          | 韓世界       | 客串     |
| 2018年 | KBS          | 《若即若離》              | 姜成燦       | 主演     |
| 2018年 | SBS          | 《胸腔外科》              | 住院實習醫生 | 客串     |
| 2018年 | tvN          | 《提款人》                | 金秉斗       | 主演     |
| 2020年 | Netflix      | 《都市男女的愛情法》      | 崔景俊       | 主演     |
| 2021年 | SBS          | 《Racket少年團》          |              | 客串     |
| 2021年 | Kakao tv     | 《 從今天開始引擎ON》     | 車大賢       | 主演     |
| 2023年 | ENA          | 《鬼怪計程車》            | 都圭鎮       | 主演     |
| 2023年 | MBC          | 《犬系戀人》              | 姜恩桓       | 特别出演 |
| 2024年 | Rakuten Viki | 《皮塔在戀愛》            | Lloyd        | 主演     |
| 2024年 | Netflix      | 《浮游先生》              | 柳基浩       |          |
| 2025年 | tvN          | 《愛情發芽中》            | 姜東元       | 客串     |
| 2025年 | TVING        | 《鯊魚：風暴》            | 車宇率       | 主演     |
| 2025年 | tvN          | 《颱風商社》              | 王南慕       |          |

### 電影
| 年份   | 片名                   | 角色   | 性質  |
| 2017年 | 《美玉》               | 金周煥 | 配角  |
| 2019年 | 《戲子們：傳聞操縱團》 | 八峰   | 配角  |
| 2019年 | 《完美男人》           | 韓正基 | 配角  |
| 2021年 | 《激鬥：首部曲》       | 車宇率 | 主演  |
| 2023年 | 《收集身體.zip》       |        | 主演  |
| 待公布 | 《噪音》               | [ 7 ]  | 主演  |
| 2024年 | 《热带夜》             | 小新   | [ 8 ] |

### 音樂劇
| 日期        | 音樂劇名             | 飾演角色   |
| 2019-2020年 | 《回歸：那日的約定》 | 珍久、宇宙 |

### 音樂錄影帶
| 發布日期      | 歌手   | 曲名           | 備註 |
| 2017年5月26日 | JOO    | 某個遲來的早晨 |      |
| 2022年2月15日 | 韓承倫 | Lovender       |      |

## 其他作品

### 主持
| 日期                        | 電視台 | 節目名稱                         | 備註                       |
| 2016年7月3日－2017年1月22日 | SBS    | 《人氣歌謠》                     | 固定主持（與孔昇延、定延） |
| 2017年3月3日-2017年3月4日   |        | 《2017 INFINITE 無限大集會 III》 | MC                         |

### 綜藝節目
| 日期                  | 節目名稱                          | 備註                                                                             |
| 2011年                | Mnet《Super Star K3》             |                                                                                  |
| 2016年5月4日－6月1日  | Olive TV《One Night Food Trip》   | 新加坡篇                                                                         |
| 2017年2月10日－3月3日 | SBS《叢林的法則》S4美娜多篇       | 與李成烈（INFINITE）                                                             |
| 2018年4月5日－5月4日  | MBC《被子外面很危險》             | 與姜丹尼爾、Xiumin、具俊會、Loco、李伊庚、李必模、卓在勳、張基河、鄭世雲、龍俊亨 |
| 2021年2月22日-5月17日 | JTBC《獨立萬歲》                  | 與樂童音樂家、Jae Jae                                                            |
| 2023年8月2日-9月6日   | MBC《空房生活3-修理修理村莊修理》 | 與神童、朴娜萊、蔡貞安                                                           |

## 音樂作品

### 其他歌曲
| 形式 | 日期          | 專輯名稱                   | 歌曲名稱 | 合作藝人 |
| OST  | 2012年2月20日 | tvN《閉嘴！花美男樂團》OST | 你怎麼辦 |          |

## 粉絲見面會
- KIM MIN SEOK 1st ASIA FAN MEETING TOUR 2017 ~ 初次見面 你好嗎 ~

| 日期          | 見面會站次 | 舉行地點                |
| 2017年6月25日 | 臺北站     | ATT SHOW BOX            |
| 2017年7月7日  | 東京站     | 板橋区立文化会館 大會堂 |

## 獎項
| 年份   | 名稱                   | 獎項                     | 作品       | 結果 |
| 2016年 | 第9屆 韓國電視劇節     | 男子新人獎               | 太陽的後裔 | 提名 |
| 2016年 | 第5屆 APAN Star Awards | 男子新人獎               | 太陽的後裔 | 提名 |
| 2016年 | 第29屆 韓國畫梅獎      | 男子新人獎               | 太陽的後裔 | 提名 |
| 2016年 | SBS演藝大賞            | 最佳男子新人             | 人氣歌謠   | 提名 |
| 2016年 | SBS演藝大賞            | 最佳綜藝人獎             | 人氣歌謠   | 獲獎 |
| 2016年 | SBS演技大賞            | 新星賞                   | Doctors    | 獲獎 |
| 2016年 | KBS演技大賞            | 男子新人獎               | 太陽的後裔 | 提名 |
| 2017年 | 第12屆Soompi Awards    | Rising Star獎            | 不適用     | 獲獎 |
| 2017年 | 第53屆百想藝術大賞     | 電視劇部門男子新人演技賞 | Doctors    | 獲獎 |
| 2017年 | SBS演技大賞            | 月火劇部門男子優秀演技獎 | 被告人     | 提名 |
| 2018年 | 第1屆The Seoul Awards  | 電視劇部門男優新人獎     | 被告人     | 獲獎 |

## 外部連結
- 金玟錫的X（前Twitter）
- 金玟錫的Instagram帳戶
- 金玟錫的新浪微博
- 金玟錫的Facebook專頁
- 金玟錫在NAVER上的资料
- 金玟錫在Daum上的资料
- 金玟錫的Daum Cafe （页面存档备份，存于）